# Alpy Pennińskie

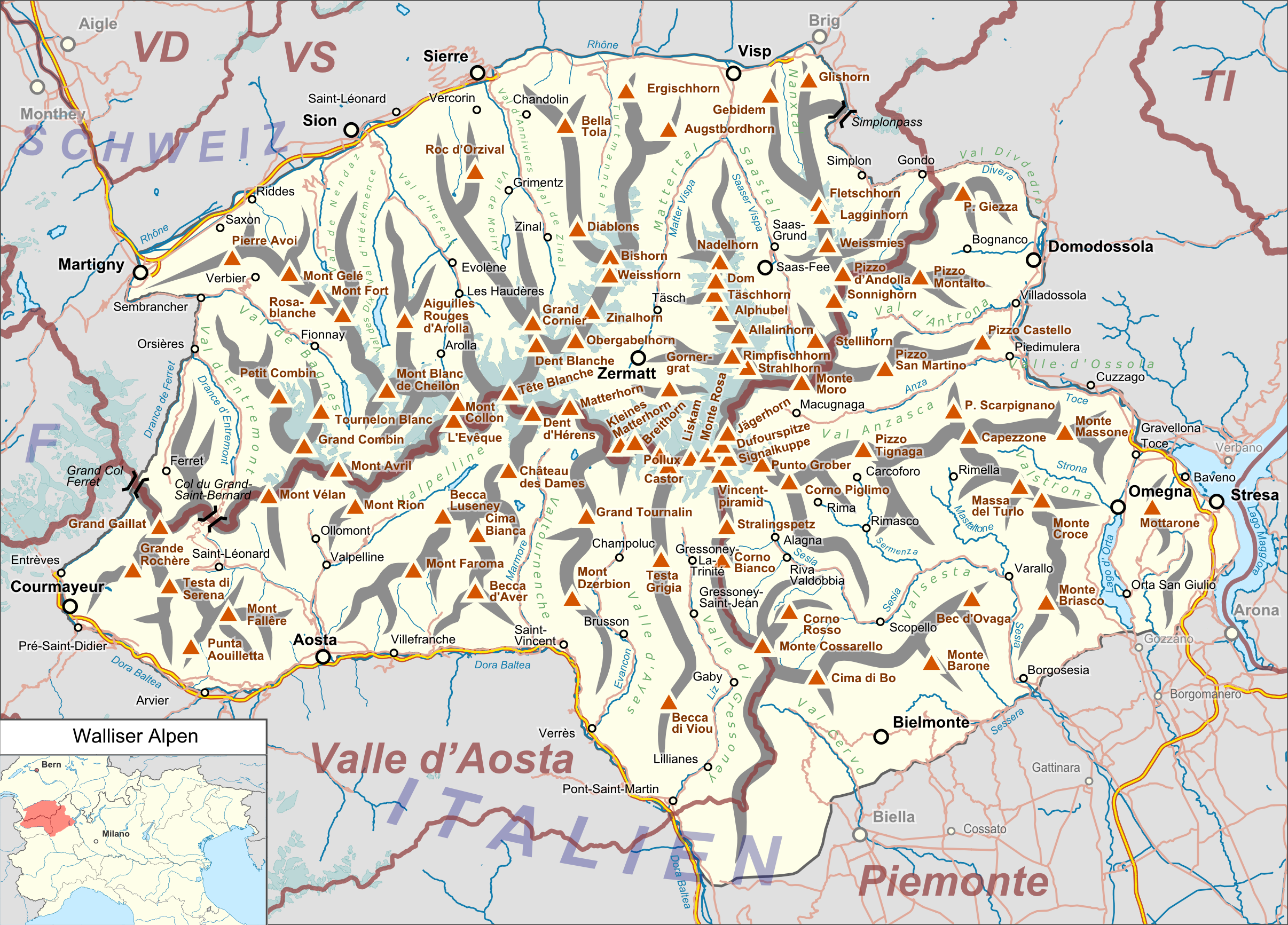
Mapa przeglądowa Alp Pennińskich

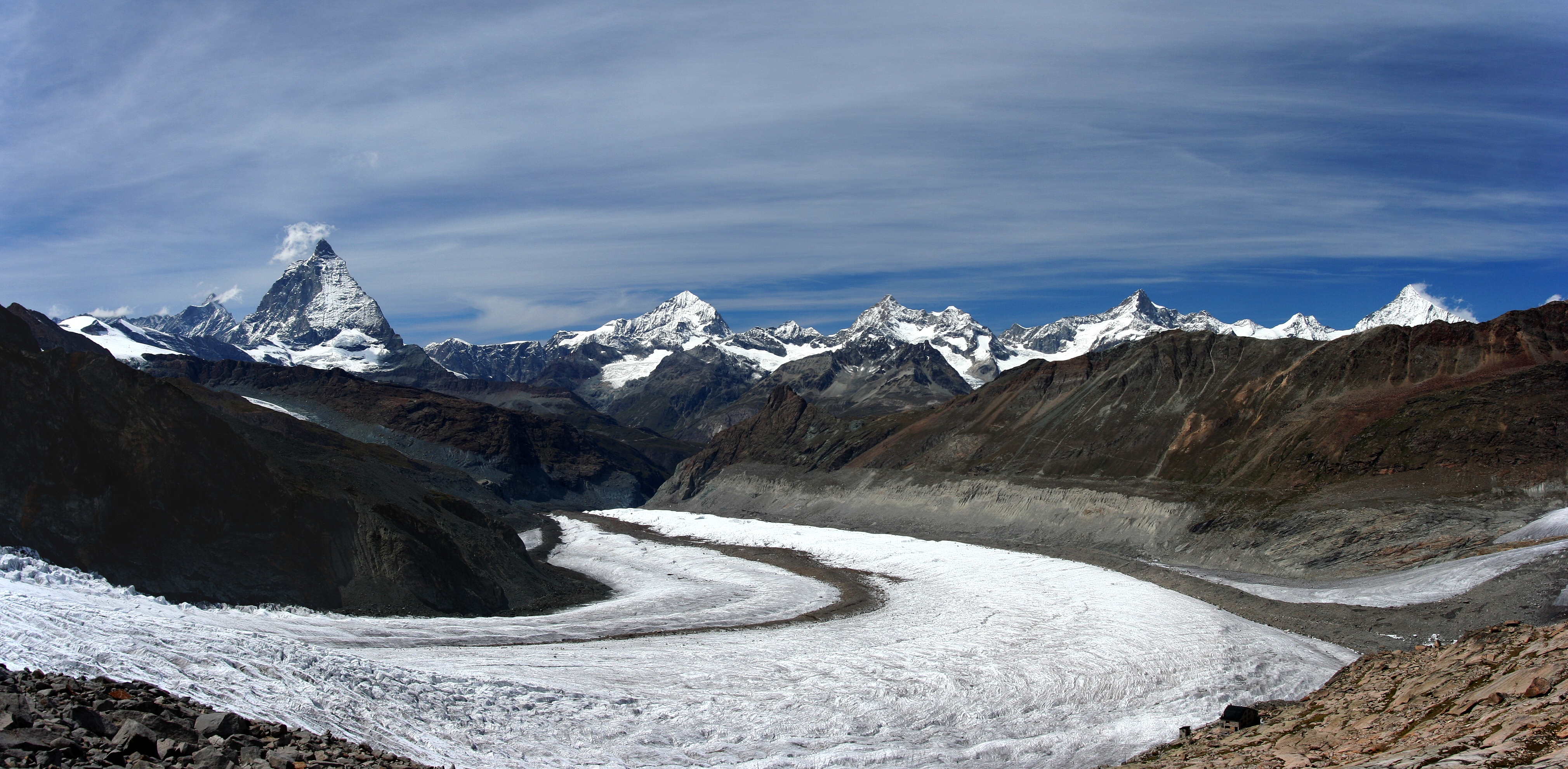
Alpy Pennińskie. Widok na lodowce Gornergletscher i Grenzgletscher. W prawym dolnym rogu schronisko Monte Rosa Hut. W tle szczyty (od lewej): Matterhorn (4478 m), Dent Blanche (4357 m), Obergabelhorn (4062 m), Wellenkuppe (3903 m), Zinalrothorn (4221 m), Weisshorn (4506 m)

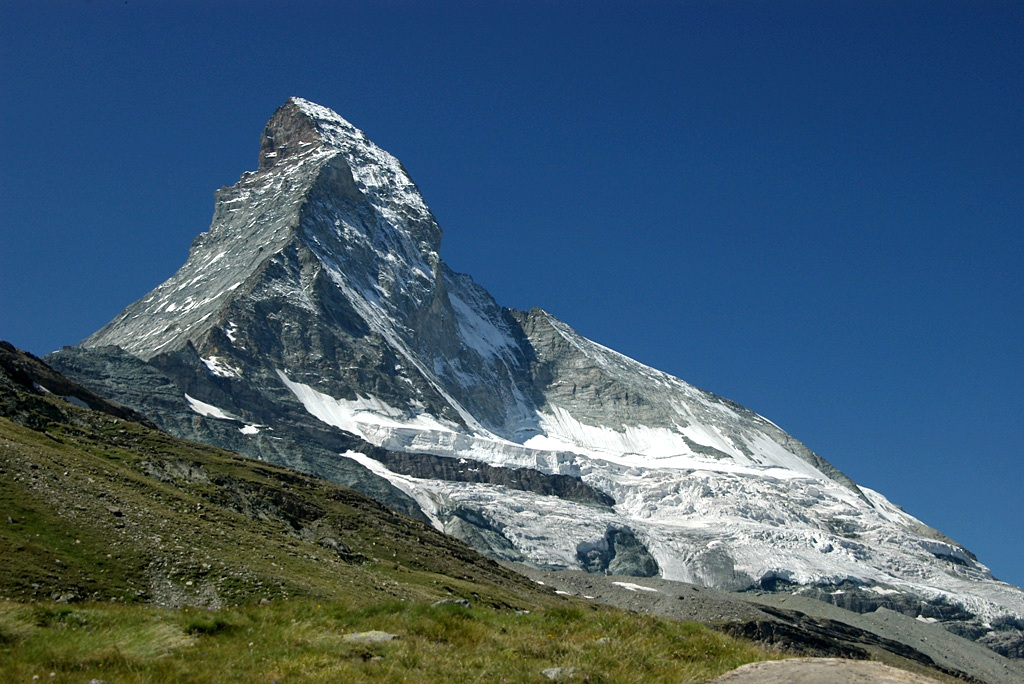
Matterhorn

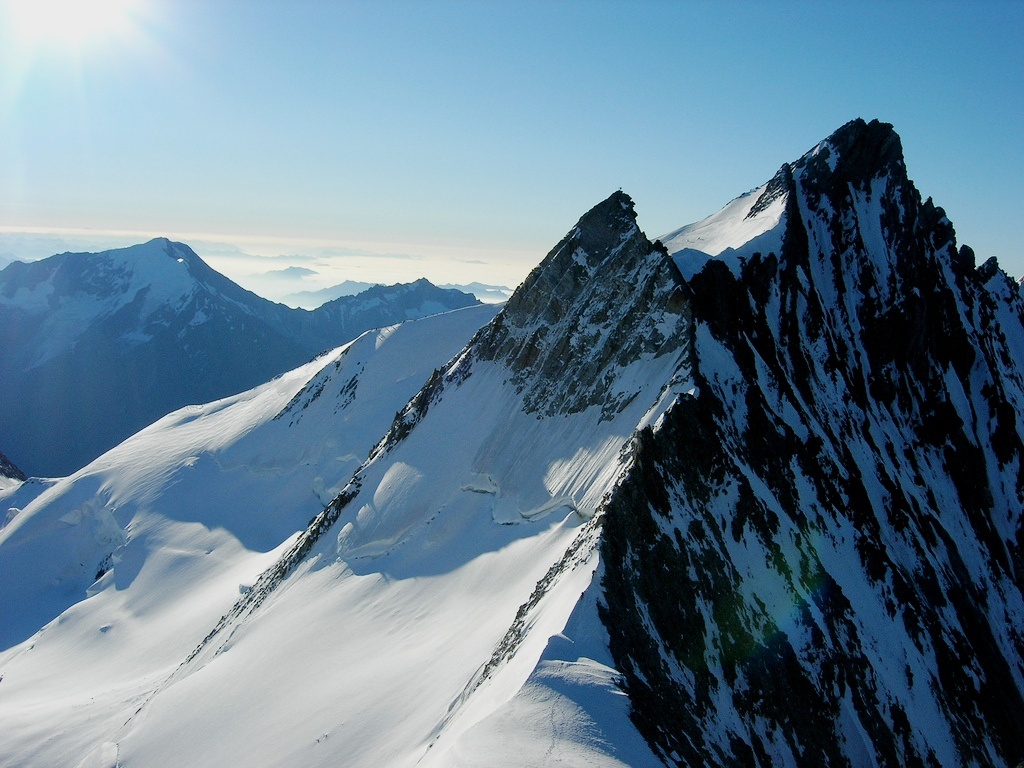
Nadelhorn

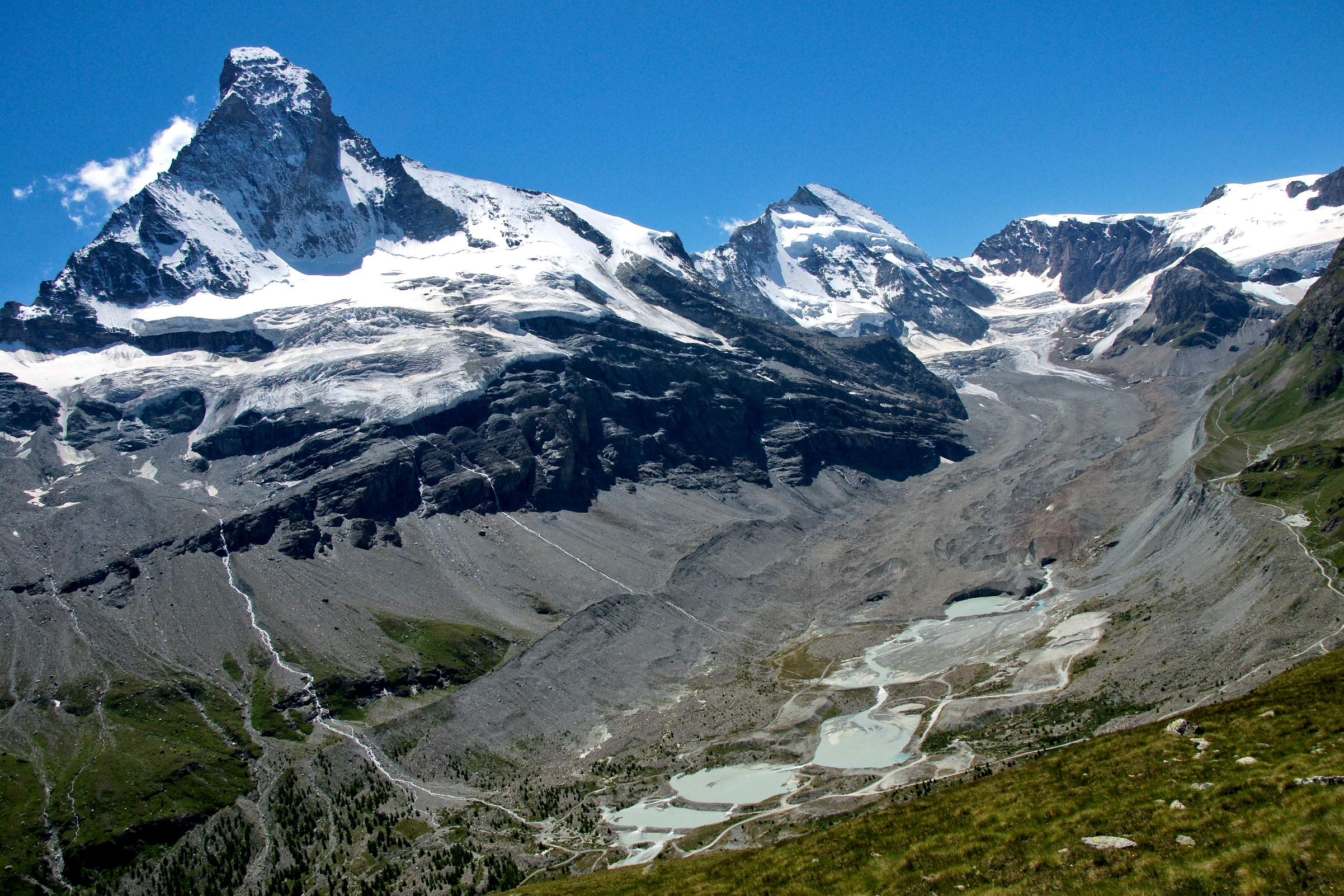
Dolina Zmutt

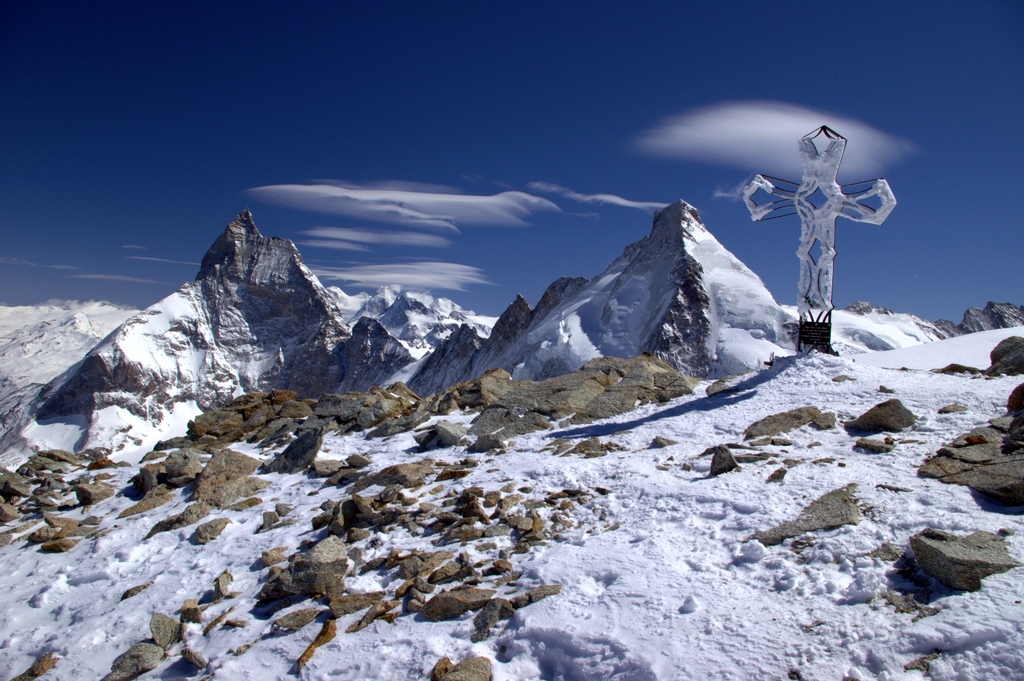
Widok z Tête Blanche

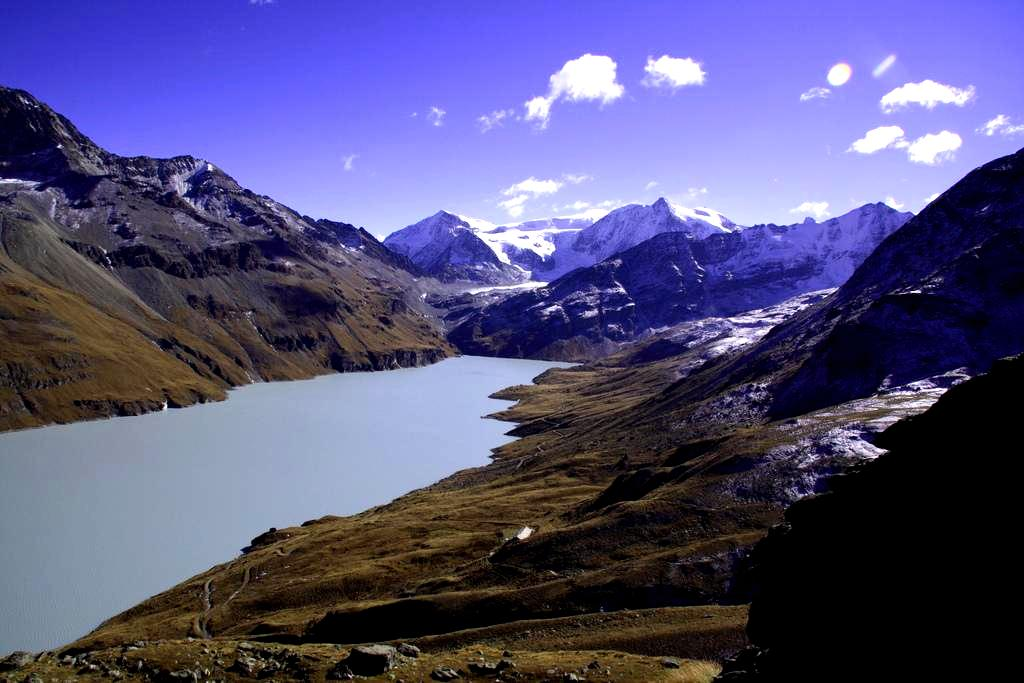
Jezioro Lac des Dix

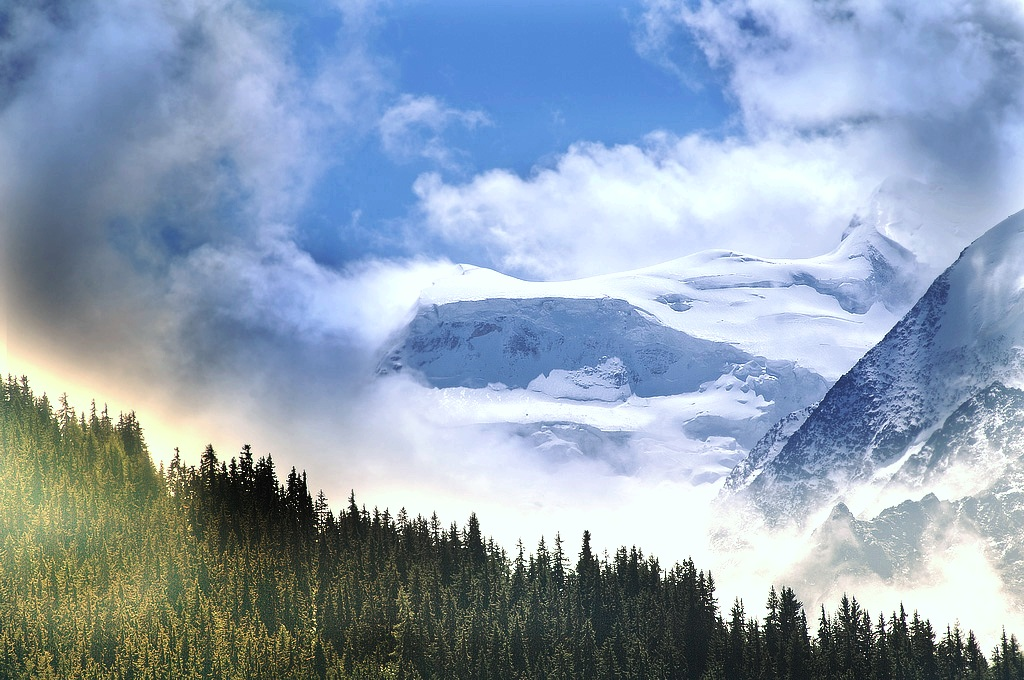
Grand Combin

Alpy Pennińskie (fr. Alpes pennines lub Alpes valaisannes, niem. Walliser Alpen, wł. Alpi Pennine) – pasmo górskie w Alpach Zachodnich. Leży na pograniczu Włoch (regiony Piemont i Dolina Aosty) i Szwajcarii (kanton Valais). Szwajcarska część pasma nazywana jest Alpami Walijskimi.
Alpy Pennińskie ciągną się z zachodu na wschód, z licznymi i długimi grzbietami bocznymi, wybiegającymi ku północy i południu. Sąsiadują z Alpami Berneńskimi na północy (przez dolinę Rodanu) oraz z Alpami Lepontyńskimi na wschodzie (przez przełęcz Simplon). Za zachodnią granicę tego pasma, oddzielającą ją od położonej bardziej na zachodzie Masywu Mont Blanc, uznaje się położoną na zachód od Wlk. Przełęczy Św. Bernarda przełęcz Col du Grand Ferret (2543 m n.p.m.), a dokładniej – jej północne, nieco niższe siodło, nazywane Col du Petit Ferret (2490 m n.p.m.).
W Alpach Pennińskich znajdują się dwie przełęcze o wielkim znaczeniu komunikacyjnym: Wielka Przełęcz św. Bernarda na zachodzie i Simplon na wschodzie. 41 szczytów tego pasma leży powyżej 4000 m n.p.m. (z ogólnej liczby 82 w całych Alpach), najwyższy z nich to Dufourspitze w grupie Monte Rosa, który osiąga 4634 m.
Alpy Pennińskie obfitują w lodowce. Są to m.in.: Gornergletscher, Glacier de Corbassière, Findelgletscher, Zmuttgletscher, Glacier de Zinal, Glacier d’Otemma, Allalingletscher, Glacier de Ferpècle, Feegletscher, Glacier du Mont Miné, Riedgletscher, Turtmanngletscher, Glacier de Moiry, Glacier d’Arolla, Glacier de Moming i Glacier de Cheilon.
Najważniejsze ośrodki regionu to między innymi:  Grächen, La Fouly, Saas-Fee, Nendaz, Breuil-Cervinia, Macugnaga, Zermatt.
Alpy Pennińskie dzielą się na wiele masywów i mniejszych pasm. Najważniejsze masywy (licząc od przełęczy Col du Grand Ferret do przełęczy Simplon) to:
| - Grand Golliat, - Grande Rochère - Mont Velàn, - Grand Combin, - Mont Gelé, - Mont Collon, - Ruinette, - Pleureur, - Aiguilles Rouges d’Arolla, - Bouquetins, - Luseney–Cian, - Dent Blanche – Cornier, | - Obergabelhorn – Zinalrothorn, - Weisshornu, - Matterhornu, - Breithorn – Lyskamm, - Monte Rosa, - Alpy Biellesi, - Alpy Cusiane, - Allalin, - Mischabel, - Weissmies - Andolla. |  |

Nie istnieje jeden oficjalny podział Alp Pennińskich. Według Suddivisione Orografica Internazionale Unificata del Sistema Alpino (w skrócie SOIUSA) – systemu klasyfikacji podziału Alp z punktu widzenia geograficznego i toponimii, zaprojektowanego przez włoskiego badacza Sergio Marazzi w 2005 roku, masywy te tworzą następujące grupy:
- Alpy Grand Combin (Grand Golliat, Grande Rochère, Mont Velàn, Grand Combin, Mont Gelé, Mont Collon, Ruinette, Pleureur, Aiguilles Rouges d’Arolla)

- Alpy Weisshorn i Matterhorn (Bouquetins, Luseney–Cian, Dent Blanche – Cornier, Obergabelhorn – Zinalrothorn, Weisshorn, Matterhorn)

- Alpy Monte Rosa (Monte Rosa, Breithorn – Lyskamm)

- Alpy Biellesi i Cusiane (Alpy Biellesi, Alpy Cusiane)

- Alpy Mischabel i Weissmies (Allalin, Mischabel, Weissmies, Andolla)[5].

Według naukowców szwajcarskich nie istnieje podział Alp Pennińskich na grupy. Nie zaliczają oni do tego pasma niektórych masywów leżących dalej na południe i południowy wschód od grzbietu głównego.
Szczyty o wysokości ponad 4000 m n.p.m.:
| L.p. | Szczyt                       | Państwo            | Masyw                        | Wysokość (n.p.m.) |
| ---- | ---------------------------- | ------------------ | ---------------------------- | ----------------- |
| 1.   | Dufourspitze                 | Szwajcaria         | Monte Rosa                   | 4634              |
| 2.   | Nordend                      | Szwajcaria- Włochy | Monte Rosa                   | 4609              |
| 3.   | Zumsteinspitze               | Szwajcaria- Włochy | Monte Rosa                   | 4563              |
| 4.   | Signalkuppe                  | Szwajcaria- Włochy | Monte Rosa                   | 4554              |
| 5.   | Dom                          | Szwajcaria         | Mischabel                    | 4545              |
| 6.   | Lyskamm Ostgipfel            | Szwajcaria- Włochy | Breithorn – Lyskamm          | 4527              |
| 7.   | Weisshorn                    | Szwajcaria         | Weisshorn                    | 4506              |
| 8.   | Täschhorn                    | Szwajcaria         | Mischabel                    | 4491              |
| 9.   | Lyskamm Westgipfel           | Szwajcaria- Włochy | Breithorn – Lyskamm          | 4479              |
| 10.  | Matterhorn                   | Szwajcaria- Włochy | Matterhorn                   | 4478              |
| 11.  | Parrotspitze                 | Szwajcaria- Włochy | Monte Rosa                   | 4432              |
| 12.  | Dent Blanche                 | Szwajcaria         | Dent Blanche – Cornier       | 4357              |
| 13.  | Ludwigshöhe                  | Szwajcaria- Włochy | Monte Rosa                   | 4341              |
| 14.  | Nadelhorn                    | Szwajcaria         | Mischabel                    | 4327              |
| 15.  | Corno Nero                   | Włochy             | Monte Rosa                   | 4341              |
| 16.  | Grand Combin de Grafeneire   | Szwajcaria         | Grand Combin                 | 4314              |
| 17.  | Lenzspitze                   | Szwajcaria         | Mischabel                    | 4294              |
| 18.  | Stecknadelhorn               | Szwajcaria         | Mischabel                    | 4241              |
| 19.  | Castor                       | Szwajcaria- Włochy | Breithorn – Lyskamm          | 4228              |
| 20.  | Zinalrothorn                 | Szwajcaria         | Obergabelhorn – Zinalrothorn | 4221              |
| 21.  | Hohberghorn                  | Szwajcaria         | Mischabel                    | 4219              |
| 22.  | Piramide Vincent             | Włochy             | Monte Rosa                   | 4215              |
| 23.  | Alphubel                     | Szwajcaria         | Allalin                      | 4206              |
| 24.  | Rimpfischhorn                | Szwajcaria         | Allalin                      | 4199              |
| 25.  | Strahlhorn                   | Szwajcaria         | Allalin                      | 4190              |
| 26.  | Grand Combin de Valsorey     | Szwajcaria         | Grand Combin                 | 4184              |
| 27.  | Dent d’Hérens                | Szwajcaria- Włochy | Matterhorn                   | 4171              |
| 28.  | Breithorn Occidentale        | Szwajcaria- Włochy | Breithorn – Lyskamm          | 4164              |
| 29.  | Breithorn Centrale           | Szwajcaria- Włochy | Breithorn – Lyskamm          | 4159              |
| 30.  | Bishorn                      | Szwajcaria         | Weisshorn                    | 4153              |
| 31.  | Breithorn Orientale          | Szwajcaria- Włochy | Breithorn – Lyskamm          | 4139              |
| 32.  | Grand Combin de la Tsessette | Szwajcaria         | Grand Combin                 | 4135              |
| 33.  | Gemello del Breihorn         | Szwajcaria- Włochy | Breithorn – Lyskamm          | 4106              |
| 34.  | Pollux                       | Szwajcaria- Włochy | Breithorn – Lyskamm          | 4092              |
| 35.  | Roccia Nera                  | Szwajcaria- Włochy | Breithorn – Lyskamm          | 4075              |
| 36.  | Ober Gabelhorn               | Szwajcaria         | Obergabelhorn – Zinalrothorn | 4063              |
| 37.  | Punta Giordani               | Włochy             | Monte Rosa                   | 4046              |
| 38.  | Dürrenhorn                   | Szwajcaria         | Mischabel                    | 4035              |
| 39.  | Allalinhorn                  | Szwajcaria         | Allalin                      | 4027              |
| 40.  | Weissmies                    | Szwajcaria         | Weissmies                    | 4023              |
| 41.  | Lagginhorn                   | Szwajcaria         | Weissmies                    | 4010              |

W Alpach Pennińskich znajdują się jeszcze 24 wierzchołki mające powyżej 4000 m n.p.m. jednak nie spełniają one kryteriów (szczególnie jeśli chodzi o wybitność) aby je zakwalifikować jako szczyty. Są to (ostatnia kolumna to masyw):
| Ostspitze                       | 4632 m | Monte Rosa                   |
| Grenzgipfel                     | 4618 m | Monte Rosa                   |
| Matterhorn wierzchołek włoski   | 4476 m | Matterhorn                   |
| Grand Gendarme                  | 4458 m | Mischabel                    |
| Grand Gendarme                  | 4331 m | Weisshorn                    |
| Naso del Lyskamm                | 4272 m | Breithorn – Liskamm          |
| Aiguille du Croissant           | 4243 m | Grand Combin                 |
| Pic Tyndall                     | 4241 m | Matterhorn                   |
| Picco Muzio                     | 4187 m | Matterhorn                   |
| Entdeckungsfels                 | 4178 m | Breithorn – Lyskamm          |
| Balmenhorn                      | 4167 m | Monte Rosa                   |
| Alphubel wierzchołek południowy | 4166 m | Allalin                      |
| Dent d’Hérens la Corne          | 4148 m | Matterhorn                   |
| Pointe Burnaby                  | 4135 m | Weisshorn                    |
| Alphubel Nordostgipfel          | 4128 m | Allalin                      |
| Alphubel Nordgipfel             | 4116 m | Allalin                      |
| Grand Gendarme                  | 4108 m | Allalin                      |
| Grand Gendarme                  | 4097 m | Dent Blanche – Cornier       |
| Felikhorn                       | 4093 m | Breithorn – Lyskamm          |
| Großer Gendarm                  | 4091 m | Mischabel                    |
| Combin de la Tsessette gendarme | 4088 m | Grand Combin                 |
| Dent d’Hérens Gendarme          | 4075 m | Matterhorn                   |
| Dent d’Hérens, L'Epaule         | 4040 m | Matterhorn                   |
| L'Epaule                        | 4017 m | Obergabelhorn – Zinalrothorn |

Ważniejsze szczyty powyżej 3000 m n.p.m.:
| - Fletschhorn 3993 m, - Adlerhorn 3988 m, - Schalihorn 3974 m, - Jägerhorn 3970 m, - Grand Cornier 3962 m, - Ulrichshorn 3925 m, - Wellenkuppe 3903 m, - Feechopf 3888 m, - Klein Matterhorn 3883 m, - Pointe du Mountet 3877 m, - La Ruinette 3875 m, - Mont Blanc de Cheilon 3870 m, - Dents des Bouquetins 3838 m, - Brunegghorn 3833 m, - Tour de Boussine 3833 m, - Cima di Jazzi 3818 m, - Balfrin 3802 m, - Tête de Valpelline 3802 m, - Pigne d’Arolla 3796 m, - Tête Blanche 3750 m, - Mont Velàn 3731 m, - L’Evêque 3716 m, - Le Pleureur 3706 m, - Mitre de L’Evêque 3672 m, - Aiguille de la Tsa 3668 m, - Besso 3667 m, - Portjengrat 3654 m, - Mont Collon 3637 m, | - Les Diablons 3605 m, - Mont Brulé 3538 m, - Becca d’Oren 3532 m, - Mont Gelé 3517 m, - Becca di Luseney 3506 m, - Punta Kurz 3496 m, - Château des Dames 3489 m, - Grand Tournalin 3379 m, - Becca Vannetta 3361 m, - Mont Avril 3346 m, - Rosablanche 3336 m, - Grande Rochère 3326 m, - Corno Bianco 3320 m, - Testa Grigia 3315 m, - Sasseneire 3259 m, - Grand Golliat 3238 m, - Petit Golliat 3224 m, - Pizzo Bianco 3216 m, - Latelhorn 3207 m, - Schwarzhorn 3204 m, - Aiguille de Bonalé 3201 m - Aiguille de Malatra 3142 m, - Gornergrat 3136 m, - Mont de Bellecombe 3084 m, - Aiguille d’Artanavaz 3071 m, - Grand Crêton 3071 m, - Mont Nery 3070 m, - Bella Tola 3025 m. |  |

Najważniejsze przełęcze:
| - Sesiajoch 4424 m, - Domjoch 4286 m, - Lysjoch 4277 m, - Mischabeljoch 3856 m, - Alphubel Pass 3802 m, - Adler Pass 3798 m, - Moming Pass 3745 m, - Schwarztor 3741 m, - Ried Pass 3597 m, - Neues Weisstor 3580 m, - Allalin Pass 3570 m, - Col de Valpelline 3562 m - Biesjoch 3549 m, - Triftjoch 3540 m, - Col du Sonadon 3489 m, | - Col d'Herens 3480 m, - Col Durand 3474 m, - Col des Maisons Blanches 3426 m, - Col de Bertol 3414 m, - Col du Mont Rouge 3341 m, - Theodulpass 3322 m, - Col de Tracuit 3252 m, - Zwischbergen Pass 3248 m, - Col d’Oren 3242 m, - Col de Seilon 3200 m, - Col du Cret 3148 m, - Col de Valcournera 3147 m, - Col de Collon 3130 m, - Col de Valsorey 3113 m, - Col de Chermontane 3084 m. |  |